# Nevada State College
Das Nevada State College ist eine staatliche Hochschule in Henderson im US-Bundesstaat Nevada. Das College wurde am 3. September 2002 als dritte staatliche Hochschule in Nevada gegründet und hat 66 Dozenten und etwa 3400 Studenten (Stand 2013). Die Schulfarben sind schwarz und gold und das Schulmaskottchen ist ein Skorpion.
Einige Studiengänge des Colleges, wie etwa Wirtschaft, litten bisher an sehr niedrigen Einschreibungsraten. Um Kosten zu sparen, wurde kürzlich eine geheim gehaltene Anzahl Mitarbeiter entlassen.
Ebenfalls Sorge bereitet die überdurchschnittlich niedrige Abschlussrate der Studenten. Bis Ende Frühling 2008 schlossen 16 % der Vollzeitstudenten ab, die sich im Herbst 2002 an der Hochschule eingeschrieben hatten und 11 % der Studienanfänger von 2003. Dies entspricht einem Drittel der Abschlussraten an den staatlichen Colleges in Kalifornien. Die durchschnittliche 6-Jahres-Abschlussrate an Colleges in den Vereinigten Staaten liegt bei 57 %.